# Wereldbeker schaatsen 2018/2019 - Wereldbeker 1
De Wereldbeker schaatsen 2018/2019 Wereldbeker 1 was de eerste wedstrijd van het wereldbekerseizoen die van 16 tot en met 18 november 2018 plaatsvond in de Meiji Hokkaido-Tokachi Oval in Obihiro, Japan.

## Tijdschema
| Datum                | Onderdeel |
| -------------------- | --- |
| Vrijdag 16 november  | Ploegenachtervolging vrouwen Ploegenachtervolging mannen 1e 500 meter vrouwen 1e 500 meter mannen                  |
| Zaterdag 17 november | 2e 500 meter vrouwen 1500 meter mannen 1500 meter vrouwen 1e 500 meter mannen Massastart vrouwen Massastart mannen |
| Zondag 18 november   | 1000 meter vrouwen 1000 meter mannen 3000 meter vrouwen 5000 meter mannen Teamsprint vrouwen Teamsprint mannen     |

## Podia

### Mannen
| Wedstrijd            | Goud                                                           | Tijd              | Zilver                                                                         | Tijd              | Brons                                                              | Tijd              |
| 1e 500 m             | Håvard Holmefjord Lorentzen Noorwegen                          | 34,73             | Pavel Koelizjnikov Rusland                                                     | 34,77             | Tatsuya Shinhama Japan                                             | 34,87             |
| 2e 500 m             | Pavel Koelizjnikov Rusland                                     | 34,61             | Ryohei Haga Japan                                                              | 34,71             | Håvard Holmefjord Lorentzen Noorwegen                              | 34,77             |
| 1000 m               | Pavel Koelizjnikov Rusland                                     | 1.07,85           | Kjeld Nuis Nederland                                                           | 1.08,39           | Thomas Krol Nederland                                              | 1.08,62           |
| 1500 m               | Denis Joeskov Rusland                                          | 1.44,55           | Kjeld Nuis Nederland                                                           | 1.44,81           | Patrick Roest Nederland                                            | 1.45,12           |
| 5000 m               | Patrick Roest Nederland                                        | 6.13,01           | Aleksander Roemjantsev Rusland                                                 | 6.17,67           | Marcel Bosker Nederland                                            | 6.18,12           |
| Massastart           | Andrea Giovannini Nederland                                    | 52 punten 7.40,99 | Simon Schouten Nederland                                                       | 40 punten 7.41,00 | Um Cheon-ho Zuid-Korea                                             | 20 punten 7.41,03 |
| Teamsprint           | Nederland Michel Mulder Kjeld Nuis Kai Verbij                  | 1.19,78           | Noorwegen Håvard Holmefjord Lorentzen Henrik Fagerli Rukke Johann Jørgen Sæves | 1.20,79           | Canada Laurent Dubreuil Christopher Fiola Antoine Gélinas-Beaulieu | 1.20,98           |
| Ploegenachtervolging | Rusland Aleksandr Roemjantsev Danila Semerikov Sergej Trofimov | 3.41,26           | Nederland Marcel Bosker Chris Huizinga Douwe de Vries                          | 3.42,14           | Noorwegen Håvard Bøkko Simen Spieler Nilsen Sverre Lunde Pedersen  | 3.42,77           |

### Vrouwen
| Wedstrijd            | Goud                                                          | Tijd              | Zilver                                        | Tijd              | Brons                                                           | Tijd              |
| 1e 500 m             | Nao Kodaira Japan                                             | 37,49             | Vanessa Herzog Oostenrijk                     | 37,62             | Maki Tsuji Japan                                                | 38,04             |
| 2e 500 m             | Nao Kodaira Japan                                             | 37,29             | Vanessa Herzog Oostenrijk                     | 37,65             | Olga Fatkoelina Rusland                                         | 37,87             |
| 1000 m               | Vanessa Herzog Oostenrijk                                     | 1.14,56           | Miho Takagi Japan                             | 1.14,82           | Nao Kodaira Japan                                               | 1.14,84           |
| 1500 m               | Brittany Bowe Verenigde Staten                                | 1.55,03           | Miho Takagi Japan                             | 1.55,12           | Jekaterina Sjichova Rusland                                     | 1.55,45           |
| 3000 m               | Esmee Visser Nederland                                        | 4.04,60           | Natalja Voronina Rusland                      | 4.05,02           | Martina Sáblíková Tsjechië                                      | 4.05,23           |
| Massastart           | Nana Takagi Japan                                             | 60 punten 8.58,09 | Irene Schouten Nederland                      | 40 punten 8.58,19 | Kim Bo-reum Zuid-Korea                                          | 20 punten 8.58,53 |
| Teamsprint           | Rusland Olga Fatkoelina Angelina Golikova Jekaterina Sjichova | 1.27,23           | Japan Nao Kodaira Konami Soga Maki Tsuji      | 1.27,35           | Nederland Letitia de Jong Jutta Leerdam Janine Smit             | 1.28,81           |
| Ploegenachtervolging | Japan Ayano Sato Miho Takagi Nana Takagi                      | 2.57,80           | Nederland Lotte van Beek Joy Beune Ireen Wüst | 3.00,13           | Rusland Jelizaveta Kazelina Jevgenia Lalenkova Natalja Voronina | 3.01,11           |